# Barbara, Marche
Barbara är en ort och kommun i provinsen Ancona i regionen Marche i Italien. Kommunen hade 1 327 invånare (2018).